# Franków (województwo mazowieckie)
Franków – wieś w Polsce, położona w województwie mazowieckim, w powiecie zwoleńskim, w gminie Policzna. 
Wieś wchodzi w skład sołectwa Antoniówka – Franków.
W latach 1975–1998 miejscowość należała administracyjnie do województwa radomskiego.
Wierni kościoła rzymskokatolickiego należą do parafii św. Stefana w Policznie.